# Natuurbeheer

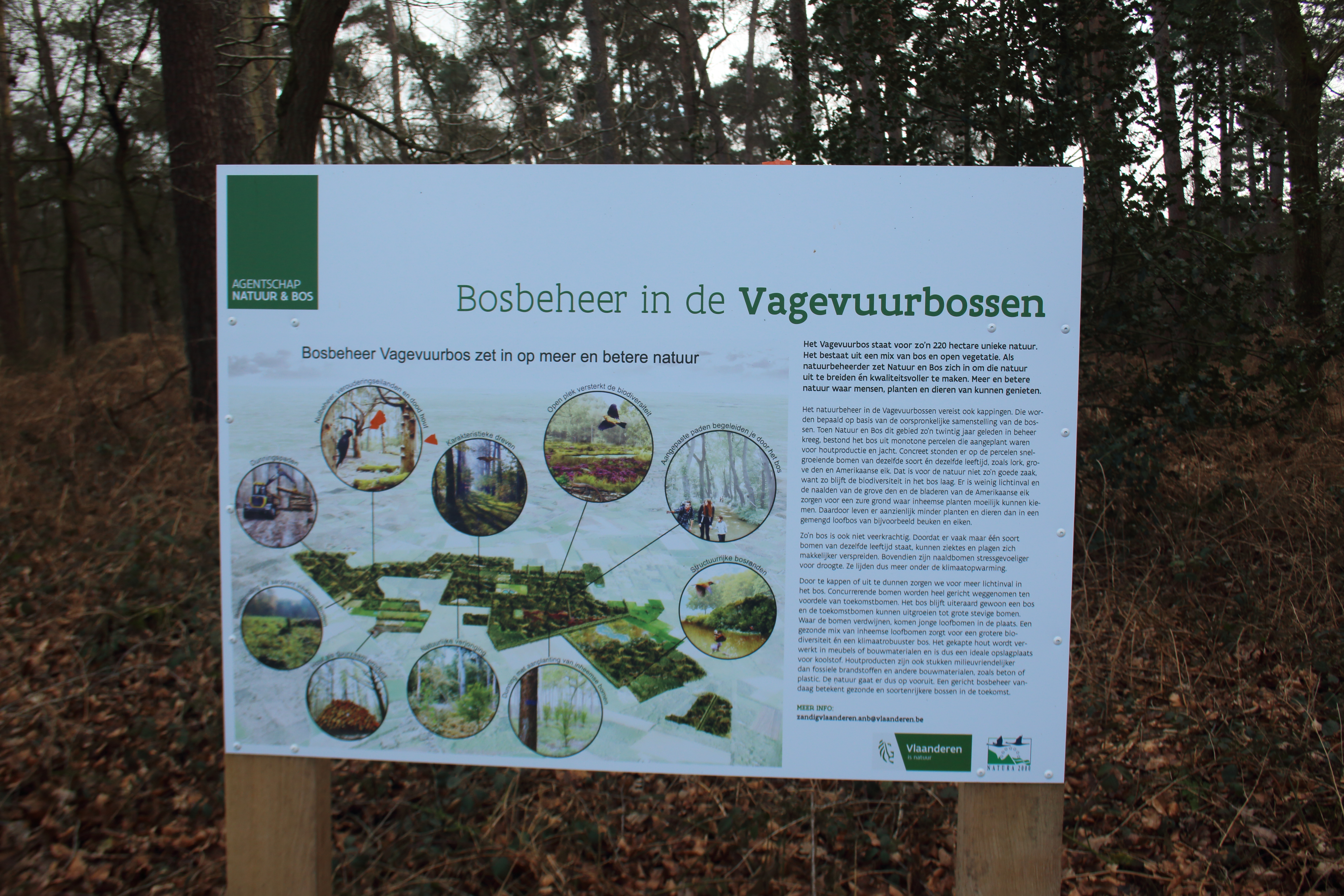
Natuurbeheer in de Vagevuurbossen

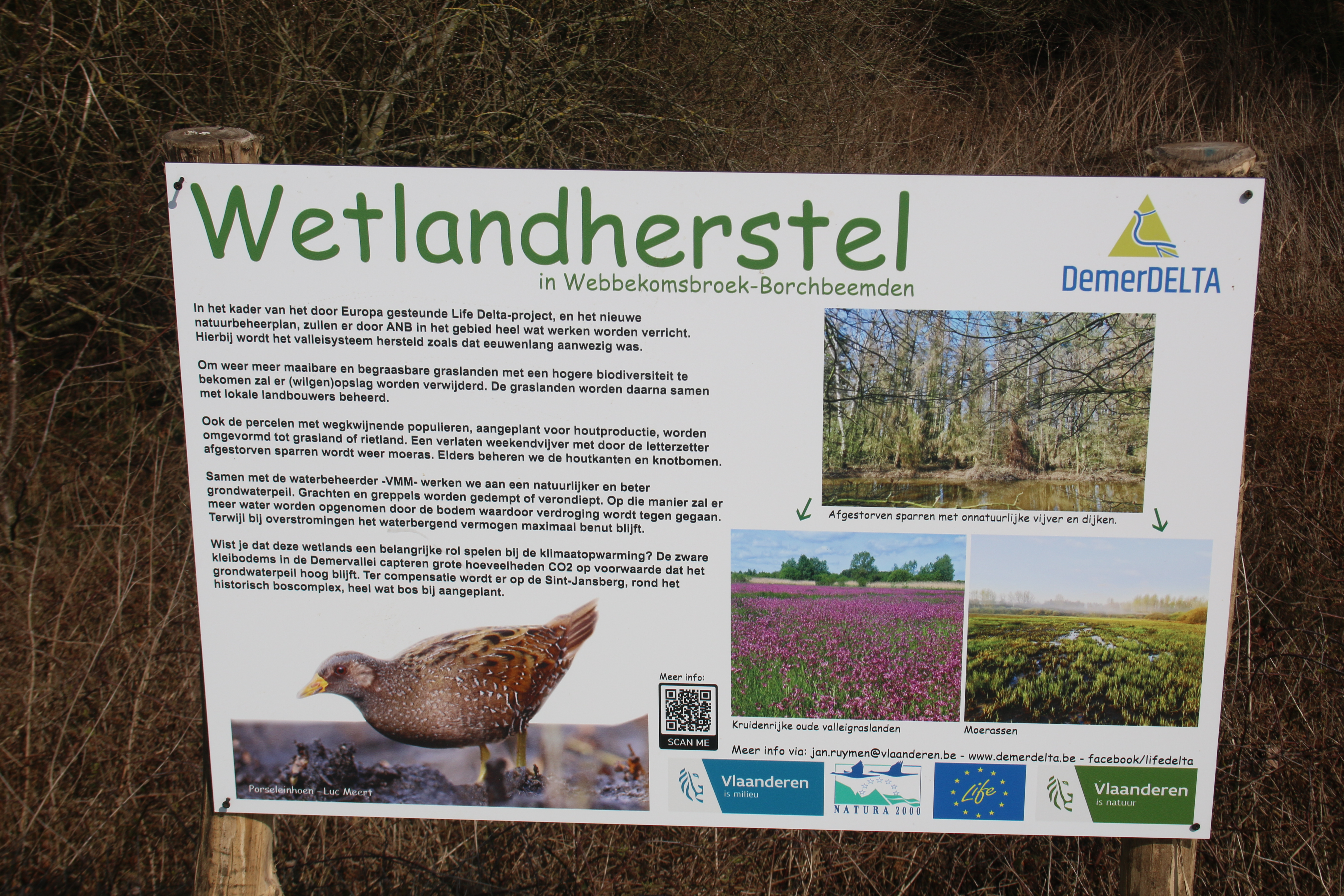
Wetlandherstel in het Webbekoms Broek

Natuurbeheer is het met specifieke natuurbeheersmaatregelen beheren van de natuurgebieden, uitgaande van natuurbeschermingsdoelstellingen. 

## Uitvoerders
Veel natuurbeheer gebeurt door grote gespecialiseerde natuurbeheerders,  natuur- en milieuverenigingen, in natuurreservaten. Daarnaast vindt er op basis van contracten en beheersovereenkomsten natuurbeheer plaats buiten natuurreservaten door bijvoorbeeld particuliere boseigenaren, individuele boeren, verenigingen voor agrarisch landschaps- en natuurbeheer - via agrarisch natuurbeheer - en wildbeheerseenheden.

## Vormen van beheer
Er zijn veel vormen van beheer. Bij het beheer van natuurreservaten gaat het vaak om de volgende maatregelen:
- niets doen: de spontane successie zijn gang laten gaan,
- actief beheer van bodem, planten en dieren in het reservaat, zoals:
  - extensieve begrazing,
  - afbranden,
  - hooien en maaien,
  - beweiden,
  - plaggen,
  - kappen,
  - ploegen
  - regulatie van ongewenste dieren, via eierrapen, wegvangen of jacht
- zogenoemd extern beheer, gericht op het tegengaan van ongewenste externe invloeden, zoals:
  - waterbeheer
  - bekalking

## Natuurbeheer in Vlaanderen en Nederland
Natuurbeheer is in de lage landen (Nederland en Vlaanderen) vooral opgekomen in de jaren 1970, nadat bleek dat steeds meer natuur ten offer viel aan de economische expansie en milieuverontreiniging. Wat nog resteerde begon men in toenemende mate te beschermen en beheren. Men baseerde zich daarbij vaak op het vroegere beheer -de klassieke landbouwpraktijken- om natuurgebieden te behouden of te herstellen.

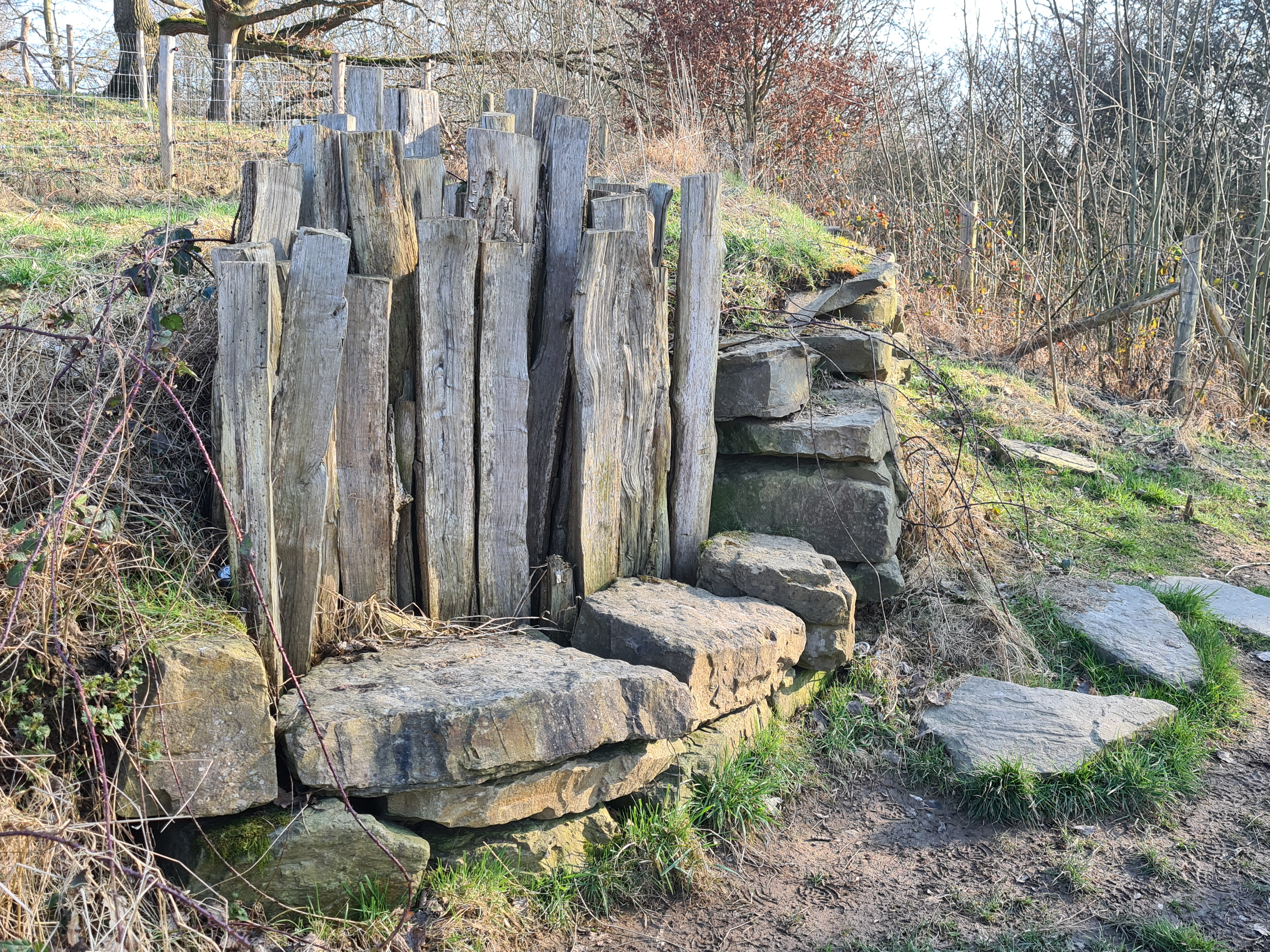
Dier- en mensvriendelijke 'zitschuilbank' op landgoed Heerdeberg in Cadier en Keer

Naarmate de beschikbare oppervlakte aan natuurgebieden toenam wijzigden de inzichten met betrekking tot natuurbeheer en werden steeds grootschaliger ingrepen uitgevoerd. Het klassieke beheer volgens de boerengewoontes maakte dan ook vaak plaats voor een beheer dat zich vooral toespitste op het beschermen, verbeteren of ontwikkelen van processen zoals grond- en oppervlaktewaterstroming, begrazing, overstroming, verruiging. Ook de hermeandering van beken of rivieren, het herstel van hoogvenen of het het terugbrengen van zoet-zout overgangen door het verwijderen van duinen en dijken hoorden hierbij. Naast klassieke handmatige maaien en kappen werden nu op grote schaal werktuigen zoals bosbouw- en grondverzetmachines ingezet bij het beheer of scheppen van nieuwe natuur.
Modern natuurbeheer in onze landen heeft behouden of herstel van een bepaald type landschap en landschapselementen tot doel. Door onder meer vernatting en verschraling van de bodem wil men specifieke dieren, planten en vegetatie opnieuw te laten opleven. Door het aanleggen van houtwallen en poelen ontstaan nieuwe biotopen voor onder andere planten, zoogdieren, amfibieën en insecten.
Nederland is lang koploper geweest in het natuurbeheer, met ruim 200.000 ha natuurgebied als resultaat. Vlaanderen kan sedert 1990 bogen op een gestage toename van de oppervlakte beheerde natuurreservaten (ca. 20 à 30.000 ha). Nochtans wordt in de steeds uitgebreidere rapporten omtrent de status van 'de' natuur aangetoond dat de doelstellingen niet worden gehaald.